# پنتاکس کی-۰۱
پنتاکس کی-۰۱ (به انگلیسی: Pentax K-01) یک دوربین عکاسی ساخت شرکت پنتاکس است.